# Santiago Analco
Santiago Analco är ett samhälle i kommunen Lerma i delstaten Mexiko i Mexiko. Orten hade 3 952 invånare vid folkräkningen år 2020.